# Revenahe-Kammerbusch
Revenahe und Kammerbusch bilden zusammen den Ortsteil Revenahe-Kammerbusch der Gemeinde Sauensiek in Niedersachsen und liegen im Süden des Landkreises Stade, in der Samtgemeinde Apensen. Zwischen beiden Orten gibt es keine klare Trennung mehr, sie gehen ineinander über.

## Geografische Lage

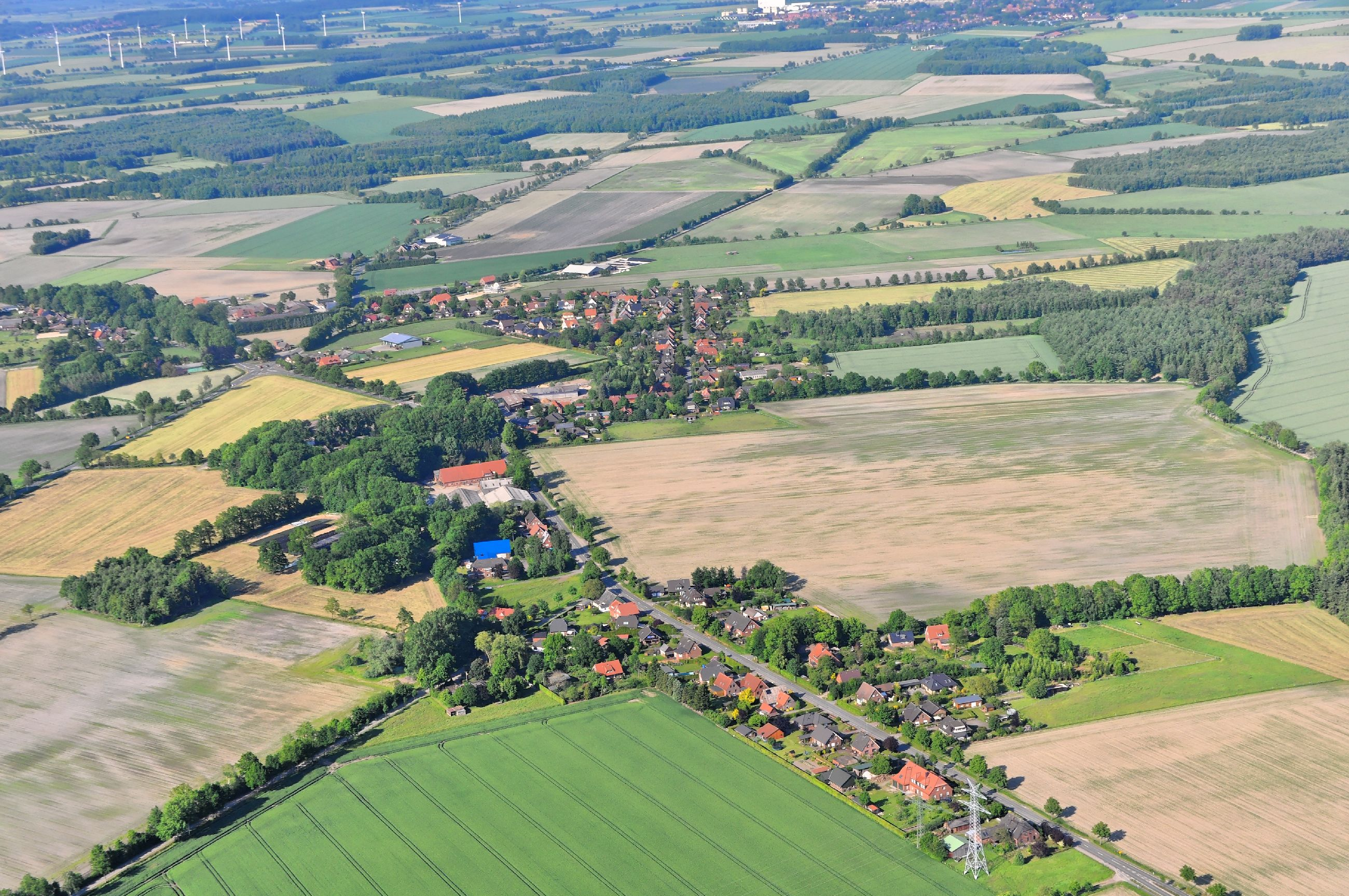
Luftbild von Revenahe-Kammerbusch mit Revenahe im Vordergrund und Kammerbusch im Hintergrund

Die beiden Dörfer Revenahe und Kammerbusch liegen auf der Stader Geest westlich von Buxtehude. Früher als "Inseln im Moor" gelegen, sind von den ehemals die Dörfer umgebenden Hochmooren nur noch Reste erhalten. Südwestlich von Revenahe entspringt die Ramme. Am westlichen Ortsrand fließt die Steinbeck, ein rechtsseitiger Zufluss der Aue.

### Naturschutzgebiete
Östlich von Revenahe-Kammerbusch, teilweise in der Gemarkung Beckdorf gelegen, sind zwei Hochmoorflächen als das Naturschutzgebiet (NSG) „Moor bei Revenahe“ ausgewiesen. In diesen finden sich wertvolle Bestände seltener Moorpflanzen, z. B. vom Sonnentau. Nordwestlich vom Ort liegt das 654 ha große NSG Braken, Harselah, Kahles und Wildes Moor.

## Geschichte

### Herkunft der Ortsnamen
Für die Herkunft des Namens Revenahe gibt es verschiedene Erklärungen. Die in alten Urkunden zu findende Schreibweise "Revenha" weist mit der Nachsilbe "ha" auf eine Höhe hin, hier wohl eine Erhebung aus dem umliegenden Moor. Eine andere Schreibweise, "Revena" oder auch "Revenah", deutet mit den Nachsilbe "a" oder "ah" auf Wasser oder einen Fluss hin. Hiermit könnte der Bach Steinbek gemeint sein, der nahe Revenahe entspringt.
Nach einer dritten Deutung hat Revenahe seinen Namen von der alten Bezeichnung für den benachbarten Forst Harselah erhalten. Dieser hieß früher "Deppenrehmen" oder auch kurz "Rehmen". Die im Plattdeutschen heute noch gebräuchliche Bezeichnung "Remnoh" würde dann einen Ort bezeichnen, der dem Rehmen nahe liegt.
Der Name "Kammerbusch" rührt vermutlich von der bildhaften Beschreibung einer von auffallendem Gebüsch und Bäumen umstandenen Ansiedlung auf einer Geestinsel im Moor her.

### Vorgeschichtliche Besiedlung
Zeugen einer jungsteinzeitlichen Besiedlung sind die Megalithanlagen von Grundoldendorf, außerdem die Hünenbetten von Daudieck, die zur „Nekropole Daudieck“ gehören. Rund um Revenahe und Kammerbusch sind Grabhügel aus der Bronzezeit zu finden, von denen die meisten jedoch inzwischen eingeebnet sind. Erhaltene Grabhügel befinden sich nördlich der Landstraße 127 etwa auf Höhe des Friedhofs. Dort wurden schon um 1910 archäologische Grabungen durchgeführt.

### Spätere Geschichte
Erste Erwähnung finden die beiden Orte in historischen Berichten über die Vertreibung des Raubritters Heinrich von Borch aus seiner Burg im Dannsee. Revenahe und Kammerbusch werden dort als Vorwerke dieser Burg bezeichnet.
Die erste urkundliche Erwähnung finden beide Dörfer im Vörder Register, das auf Anordnung des Erzbischofs von Bremen um das Jahr 1500 erstellt wurde. Im weiteren Verlauf unterstanden die beiden Dörfer dem Gericht auf den Delm.

### Gemeinde Revenahe
Die Gemeinde Revenahe wurde am 1. Juli 1972 aufgelöst. Fortan gehört ihr Gebiet zur Gemeinde Sauensiek.

## Wirtschaft und Infrastruktur

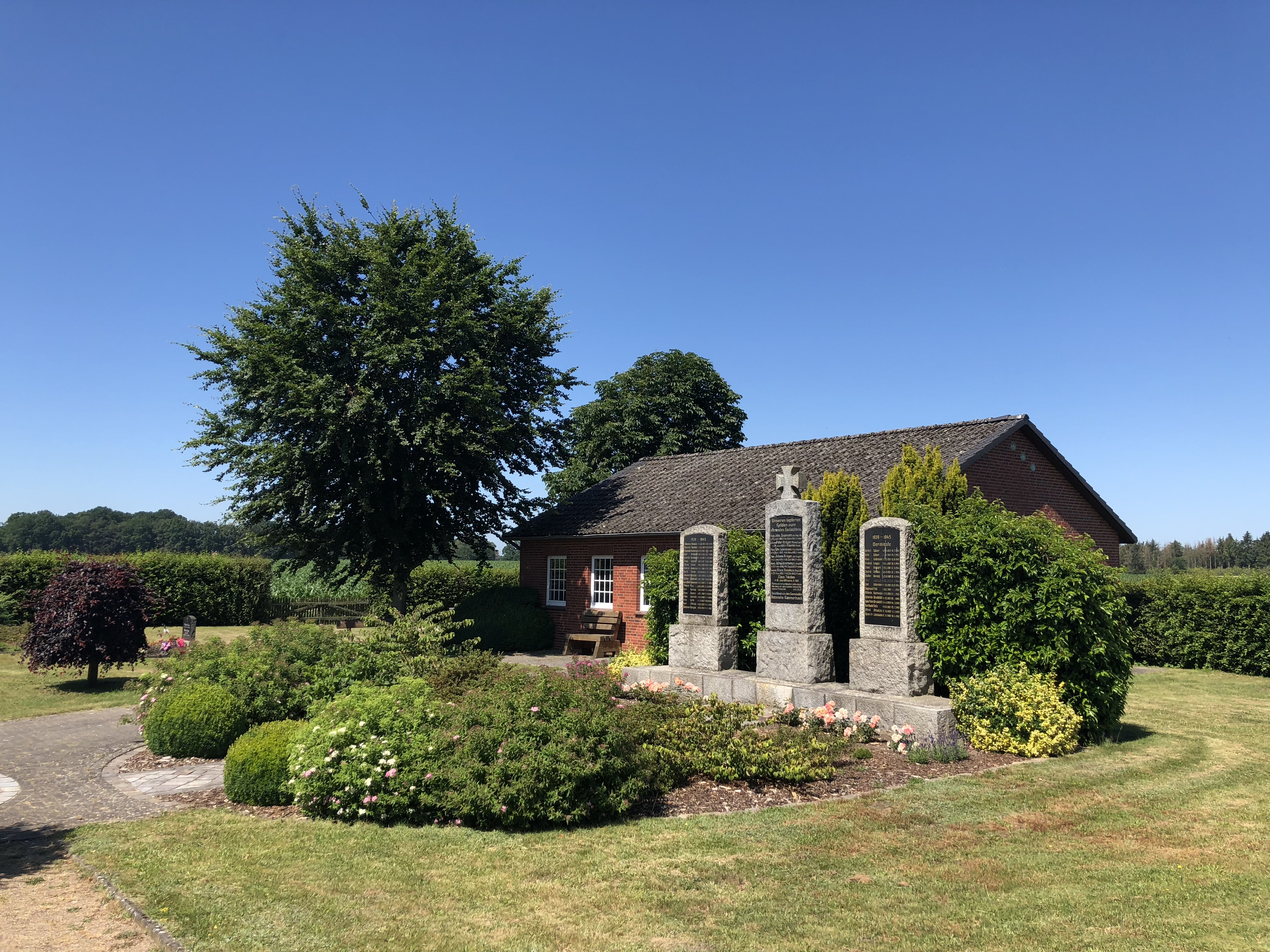
Friedhof mit Kriegerdenkmal

### Wirtschaft
Größtenteils Landwirtschafts- und Handwerksbetriebe. In Revenahe befindet sich außerdem ein Landmaschinenhandel. Ein Großteil der Erwerbstätigen sind Pendler.

### Verkehr
Revenahe wird durch die Kreisstraße 53 mit Wiegersen und Harsefeld verbunden. Durch Kammerbusch führt die Landesstraße 127 von Apensen nach Ahrensmoor. Am Ortsausgang Richtung Ahrensmoor befindet sich eine Kreuzung beider Straßen.
Seit der letzten Erweiterung des Tarifgebiets befinden sich Revenahe und Kammerbusch im Gebiet des Hamburger Verkehrsverbundes.

### Öffentliche Einrichtungen
In Revenahe gibt es einen Kindergarten mit 2 Gruppen.

### Regelmäßige Veranstaltungen
Seit 2011 wird jährlich Ende September/Anfang Oktober ein zweitägiges Oktoberfest mit je 1300 Gästen veranstaltet, welches weit über die Gemeindegrenzen bekannt ist.